# The Super Mario Bros. Super Show!
The Super Mario Bros. Super Show! was een Amerikaanse animatieserie uit 1989 gebaseerd op de Mario-franchise. De serie bestond uit twee cartoons: Een cartoon met in de hoofdrol Mario en zijn vrienden en een cartoon over The Legend of Zelda. In totaal werden er 65 afleveringen gemaakt.

## Sketches
De afleveringen begonnen met een door acteurs gespeelde sketch waarin Mario (gespeeld door "Captain" Lou Albano) en Luigi Danny Wells beroemdheden over de vloer kregen, waaronder Ernie Hudson, Cyndi Lauper en Magic Johnson.

## Super Mario Bros. Cartoon
De cartoon, die ongeveer tien minuten duurt, komt overeen met de Super Mario Bros. spellen en gebruikt verschillende elementen uit de games. De geluidseffecten zijn van de spellen overgenomen en de scenario's komen overeen. In de cartoon moeten Mario, Luigi, Toad en Princess Toadstool het Mushroom Kingdom redden van de kwaadaardige King Koopa en zijn vele alter-ego's. De verhalen zijn vaak een parodie op bekende films als Indiana Jones en Star Wars.
Volgens de cartoons komen Mario en Luigi eigenlijk uit Brooklyn, maar werden ze door de afvoer van een badkuip tijdens het loodgieten in het Mushroom Kingdom beland.

## Zelda Cartoon
De Zelda cartoon was gebaseerd op de originele Legend of Zelda en Zelda II: The Adventure of Link. Link en Princess Zelda speelden de hoofdrol en moesten Hyrule redden van de kwaadaardige Ganon.
Zie ook: The Legend of Zelda (televisieserie)

## Cast

### Mario Bros.
- "Captain" Lou Albano als Mario
- Danny Wells als Luigi
- Jeannie Elias als Princess Toadstool (meeste afleveringen), Birdo, en Shy Guy
- John Stocker als Toad, Koopa Troopa, Mouser, Beezo, Fry Guy, en Flurry
- Harvey Atkin als Bowser Koopa, Tryclyde en Snifit

### Legend of Zelda
- Cyndy Preston als Princess Zelda
- Jonathan Potts als Link
- Len Carlson als Ganon, Goriya, Gleeok, Moblin, Stalfos
- Colin Fox als King Harkinian
- Allen Stewart-Coates als de Triforce of Power
- Elizabeth Hanna als de Triforce of Wisdom
- Paulina Gillis als Spryte, Sing